# Сіруелос-дель-Пінар
Сіруелос-дель-Пінар (ісп. Ciruelos del Pinar) — муніципалітет в Іспанії, у складі автономної спільноти Кастилія-Ла-Манча, у провінції Гвадалахара. Населення — 42 особи (2010).
Муніципалітет розташований на відстані близько 140 км на північний схід від Мадрида, 90 км на північний схід від Гвадалахари.

## Демографія
Динаміка населення (INE ):

## Галерея зображень

Розташування муніципалітету у провінції Гвадалахара